# Max Morinière
Max Morinière (* 16. Februar 1964 in Fort-de-France, Martinique) ist ein ehemaliger französischer Leichtathlet und Olympiateilnehmer. Bei einer Körpergröße von 1,83 m betrug sein Wettkampfgewicht 78 kg.
Max Morinière nahm an den Olympischen Spielen 1988 teil. Im 100-Meter-Lauf schied er in der zweiten Runde aus. Die französische 4-mal-100-Meter-Staffel gewann in der Besetzung Bruno Marie-Rose, Daniel Sangouma, Gilles Quenéhervé und Max Morinière in 38,40 s Bronze hinter der Sowjetunion und Großbritannien.
Bei den Europameisterschaften 1990 in Split belegte Morinière Platz fünf im 100-Meter-Lauf. Auf den ersten sechs Plätzen waren ausschließlich Sprinter aus Großbritannien und Frankreich platziert, wodurch sich ein spannendes Rennen in der Staffel abzeichnete. Das Finale am 1. September 1990 wurde den Erwartungen gerecht. Die Briten liefen 37,98 s, doch das reichte nur zu Silber, denn die französische Staffel in der Besetzung Max Morinière, Daniel Sangouma, Jean-Charles Trouabal und Bruno Marie-Rose lief mit 37,79 s Weltrekord. Zum ersten Mal, seit die Staffel Jamaikas 1968 einen Tag lang den Weltrekord hielt, war der Weltrekord nicht im Besitz der Staffel aus den Vereinigten Staaten. Im selben Jahr wurden die vier Sprinter von der Sportzeitung L’Équipe zu Frankreichs Sportlern des Jahres („Champion des champions“) gewählt.
Am 7. August 1991 beim Meeting Weltklasse Zürich verbesserte die US-Staffel den Weltrekord auf 37,67 s, die französische Staffel lag mit 38,39 s deutlich zurück, obwohl sie in der gleichen Besetzung wie in Split antrat. Bei den Weltmeisterschaften 1991 gewannen drei US-Amerikaner die drei Medaillen im 100-Meter-Lauf. Morinière schied in der zweiten Runde aus. Im Staffelfinale verbesserten die US-Sprinter ihren Weltrekord auf 37,50 s, Morinière, Sangouma, Trouabal und Marie-Rose gewannen mit 37,87 s Silber vor den Briten.
Bei den Olympischen Spielen 1992 schied die französische Staffel mit Morinière im Halbfinale aus.

## Bestleistungen
- 100 m: 10,09 s 1987
- 200 m: 20,82 s